# Demis Rusos

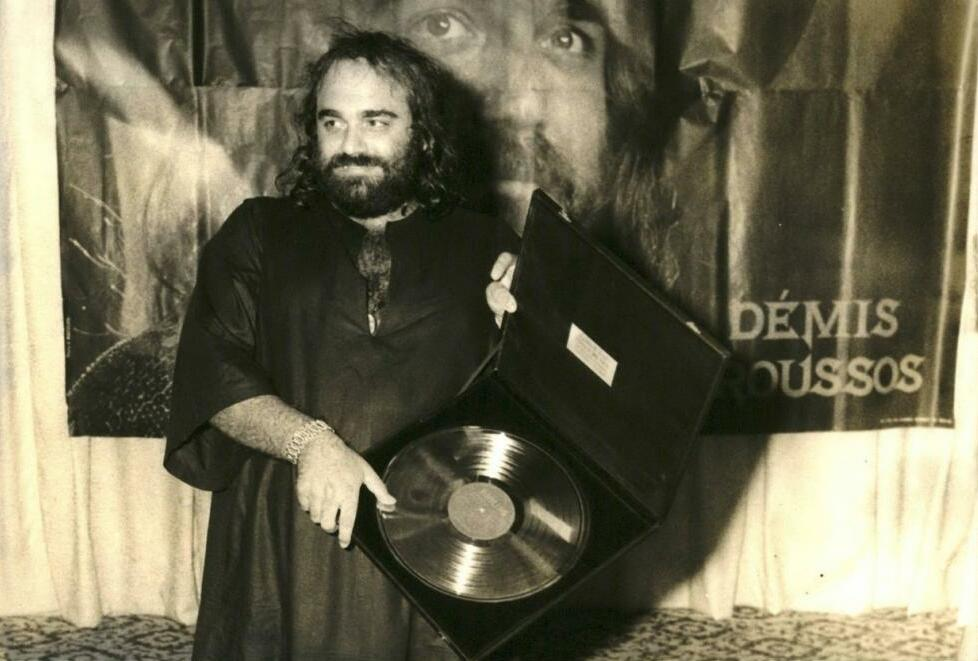
Demis Rusos w 1973 roku

Demis Rusos (również Demis Roussos, gr. Ντέμης Ρούσσος), właśc. Artemios Wenduris Rusos (gr. Αρτέμιος Βεντούρης Ρούσσος) (ur. 15 czerwca 1946 w Aleksandrii, zm. 25 stycznia 2015 w Atenach) – grecki piosenkarz muzyki pop.

## Życiorys
Urodził się w Egipcie w rodzinie pochodzenia greckiego – rodzice jego matki i ojca wyemigrowali tu z Grecji w latach 20. XX w. Po kryzysie sueskim jego rodzice stracili cały dobytek i powrócili do Grecji. Przed rozpoczęciem kariery solowej Demis Rusos występował w kilku zespołach muzycznych: The Idols, We Five i Aphrodite’s Child.
Współpracował przy tworzeniu płyt Vangelisa, kolegi z zespołu Aphrodite’s Child. Współpraca trwająca przez wiele lat przyniosła najlepsze efekty przy wokalnej adaptacji muzyki Vangelisa do filmu Rydwany ognia.
Szczyt jego kariery przypadł na lata 70, kiedy nagrał kilka płyt, które znajdowały się na szczytach list przebojów. W 1973 roku jego piosenka „Forever and Ever” dotarła do 1. miejsca list przebojów w kilku krajach. Inne znane utwory Rusosa to: „My Friend the Wind”, „My Reason”, „Lovely Lady of Arcadia” i „Goodbye My Love Goodbye”.
Demis Rusos wziął udział w Festiwalu Piosenki w Sopocie w roku 1979. W 2000 roku wystąpił na III edycji Międzynarodowego Festiwalu Piosenki Greckiej w Zgorzelcu organizowanego przez Nikosa Rusketosa, założyciela zespołu Orfeusz. Potem jeszcze kilkakrotnie występował na koncertach w Polsce.
Jego kariera z mniejszym powodzeniem trwała w latach 80. XX wieku, kiedy m.in. wraz z Vangelisem nagrał cover największego przeboju The Animals, czyli The House of the Rising Sun. Od kilku lat ponownie nagrywał i występował na koncertach.
W 2006 wystąpił na Sopot Festival. W 2009, po wieloletniej przerwie, wydał nowy album studyjny Demis, nawiązujący stylistycznie do wczesnego rocka lat 60.
Rusos przez ostatnich kilka lat życia chorował na raka żołądka. Podczas choroby nie zaprzestał koncertowania. Zmarł w nocy z 24 na 25 stycznia 2015 roku w szpitalu w Atenach, pięć dni później został pochowany na ateńskim cmentarzu. W pogrzebie uczestniczyli przedstawiciele władz i świata kultury.

## Życie prywatne
Był trzykrotnie żonaty. Miał dwoje dzieci: Emily i Cyrila.

## Odznaczenia
30 września 2013 roku został odznaczony francuską Legią Honorową, za ogromny wkład w rozwój europejskiej kultury i sztuki.

## Dyskografia
- 1971 – Fire and Ice
- 1973 – Forever and Ever
- 1974 – Auf Wiedersehn
- 1974 – My Only Fascination
- 1975 – Souvenirs
- 1976 – Happy to Be
- 1977 – The Demis Roussos Magic
- 1979 – Man of the World
- 1982 – Demis
- 1982 – Attitudes
- 1988 – Time
- 1989 – Voice And Vision
- 1993 – Too Many Dreams
- 1993 – Meisterstücke
- 2000 – Adagio
- 2000 – Auf meinen Wegen
- 2003 – Christmas with Demis Roussos
- 2006 – Live in Brazil
- 2009 – Demis
- 2015 – Demis Roussos Collected